# Oksana Grishina (profesional de fitness)
Oksana Grishina (Kaliningrado, 25 de marzo de 1978) es una culturista, gimnasta y competidora de fitness y de figura rusa radicada en los Estados Unidos.

## Primeros años
Grishina nació en Kaliningrado, en la entonces Unión Soviética. Cuando su padre se trasladó a Riga, su madre decidió meterla en la gimnasia como forma de dirigir su energía. Cuando ella tenía 10 años, su padre fue reasignado a un nuevo puesto en Rusia. Este puesto conllevaba la garantía de una vivienda gubernamental, lo que significaba que, por fin, estarían en un lugar establecido. Sin embargo, no había ninguna escuela de gimnasia en esa ciudad. Su entrenador en Riga le ofreció la posibilidad de quedarse allí y continuar su entrenamiento.
Se licenció en el año 2000 por la Universidad de Kalingrado como especialista en Entrenamiento Físico y Deportes.

## Carrera profesional
Cuando se abrió el primer gimnasio en Kaliningrado en el año 2002, uno de sus amigos le propuso trabajar como instructora de fitness y aeróbic. Algunos entrenadores del gimnasio le dijeron que tenía una buena estructura para el culturismo. Siguió su consejo, empezó a entrenar y más tarde descubrió el fitness de competición. Pasó varios años trabajando como entrenadora y gestora en clubes deportivos mientras ascendía rápidamente a la cima del fitness de competición en Rusia. 
En 2005 y 2006 recibió el título de "Mejor deportista no olímpica del año" en la región de Kaliningrado. Mientras ganaba competiciones de fitness a nivel internacional en los campeonatos europeos y mundiales, obtuvo finalmente su tarjeta profesional de la IFBB para competir en los Juegos Olímpicos de 2007. Grishina fue la segunda atleta rusa en obtener la tarjeta profesional de la IFBB. Posteriormente se trasladó a los Estados Unidos para continuar su formación deportiva en el estado de California.
Se retiró inicialmente del fitness competitivo en 2017, después de conseguir su cuarto título consecutivo de Ms. Fitness Olympia y de ganar diez competiciones consecutivas del Arnold Classic. Grishina dirige una liga de competición de pole fitness, Oksana Grishina's O.G. Pole Fitness, que celebra un campeonato profesional de pole sport en el Mr. Olympia de Las Vegas (Nevada), y una competición pro-am de pole fitness en el Legion Sports Fest de Long Beach (California). En 2020 regresaba a competir en el Ms. Olympia, revalidando un nuevo triunfo en la edición de 2023.

## Historial competitivo
- 2007 - All Star Pro Fitness - 3.º puesto
- 2007 - Europa Super Show, Fitness - 16.º puesto
- 2007 - IFBB Ms. Olympia, Fitness Division - 7.º puesto
- 2008 - New York Pro Fitness Classic, Fitness - 7.º puesto
- 2008 - Arnold Classic, Fitness - 10.º puesto
- 2009 - Arnold Classic, Fitness - 9.º puesto
- 2010 - Phoenix Pro, Fitness - 4.º puesto
- 2010 - Arnold Classic, Fitness - 5.º puesto
- 2010 - IFBB Ms. Olympia, Fitness Division - 5.º puesto
- 2011 - IFBB Ms. Olympia, Fitness Division - 5.º puesto
- 2012 - Flex Pro, Fitness - 2.º puesto
- 2012 - Arnold Classic, Fitness - 3.º puesto
- 2012 - St. Louis Pro, Fitness - 1º puesto
- 2012 - IFBB Ms. Olympia, Fitness Division - 2.º puesto
- 2012 - Arnold Classic Europe, Fitness - 1º puesto
- 2012 - Ft Lauderdale Cup, Fitness - 1º puesto
- 2013 - Arnold Classic, Fitness - 2.º puesto
- 2014 - Arnold Classic, Fitness - 1º puesto
- 2014 - IFBB Ms. Olympia, Fitness Division - 1º puesto
- 2015 - Arnold Classic, Fitness - 1º puesto
- 2015 - IFBB Ms. Olympia, Fitness Division - 1º puesto
- 2016 - IFBB Ms. Olympia, Fitness Division - 1º puesto
- 2017 - IFBB Ms. Olympia, Fitness Division - 1º puesto
- 2020 - IFBB Ms. Olympia, Fitness Division - 2.º puesto
- 2021 - IFBB Ms. Olympia, Fitness Division - 3.º puesto
- 2023 - IFBB Ms. Olympia, Fitness Division - 1º puesto